# Fonction de distribution
Une fonction de distribution {\displaystyle f({\vec {r}},{\vec {p}},t)} est une fonction généralisée qui décrit, à l'instant t, dans l'espace des phases {\displaystyle ({\vec {r}},{\vec {p}})}, la répartition des particules d'une espèce donnée dans un milieu (gaz, plasma ou faisceau de particules chargées).

## Fonction de distribution àncorps
Si le milieu contient N particules, il peut être décrit, dans le cas général, par une zoologie de N fonctions de distribution à n corps ({\displaystyle n\in \{1,N\}}) :
{\displaystyle f({\vec {r}}_{i\in \{1,n\}},{\vec {p}}_{i\in \{1,n\}},t)}.
Chacune, fonction de 6×n+1 variables, permet de calculer les interactions (ou collisions) à n corps dans le milieu.

## Fonction de distribution à 1 corps
Généralement, on se restreint à l'étude de la fonction de distribution à 1 corps, fonction de 6+1 variables.
{\displaystyle f({\vec {r}},{\vec {p}},t)} :
Le nombre de particules, à l'instant t, dans un petit élément d'hyper-volume {\displaystyle (\mathrm {d} {\vec {r}},\mathrm {d} {\vec {p}})} à la position {\displaystyle ({\vec {r}},{\vec {p}})} est donné par :
{\displaystyle f({\vec {r}},{\vec {p}},t)\cdot \mathrm {d} {\vec {r}}\cdot \mathrm {d} {\vec {p}}}.
On note que :
{\displaystyle \int _{-\infty }^{\infty }\int _{-\infty }^{\infty }f({\vec {r}},{\vec {p}},t)\cdot \mathrm {d} {\vec {r}}\cdot \mathrm {d} {\vec {p}}=N}.
Pour décrire la réalité, cette fonction de distribution devrait informer des positions individuelles des N particules, et s'écrire :
{\displaystyle f({\vec {r}},{\vec {p}},t)=\sum _{i=1}^{N}\delta ({\vec {r}}-{\vec {r}}_{0i}(t))\cdot \delta ({\vec {p}}-{\vec {p}}_{0i}(t))}.
L'évolution temporelle de la fonction de distribution est alors donnée par l'équation de Vlassov.
Malheureusement, l'intérêt d'une telle écriture est faible car :
- Le suivi de son évolution nécessite de transporter l'ensemble des particules ;
- Les conditions initiales de toutes les particules ne sont jamais connues.

Dans ces conditions, une version continue de la fonction de distribution est généralement utilisée.
Notons alors que, dans ce cas, le nombre de particules par petit élément d'hyper-volume n'est généralement pas entier. Il est alors logique de considérer la fonction de distribution comme une densité de probabilité multipliée par N.
Le nombre de particules par petit élément d'hyper-volume {\displaystyle (\mathrm {d} {\vec {r}},\mathrm {d} {\vec {p}})} suivra une loi de Poisson dont l'espérance est donnée par :
{\displaystyle f({\vec {r}},{\vec {p}},t)\cdot \mathrm {d} {\vec {r}}\cdot \mathrm {d} {\vec {p}}}.

Lors de la résolution numérique, si le nombre de particules du milieu est très important (s'il y a un grand nombre de particules par élément d'hyper-volume de l'espace des phases), ou si le pas de temps est trop grand pour décrire parfaitement les interactions courtes portées entre les particules (appelées souvent "collisions"), l'évolution temporelle de la fonction de distribution est donnée, en fonction de l'importance de l'influence des collisions, par l'équation de Vlassov, l'équation de Fokker-Planck, ou l'équation de Boltzmann.